# Ibis capnegre
L'ibis capnegre (Threskiornis melanocephalus) és una espècie d'ocell de potes llargues de la família dels tresquiornítids (Threskiornithidae) que es va considerar coespecífic amb l'ibis sagrat.

## Morfologia
- Fan uns 75 cm de llarg, essent els mascles una mica majors que les femelles.
- Sense dimorfisme sexual.
- Color general del plomatge blanc, amb algunes zones grises a les ales. Cap i part anterior del coll nus, amb la pell negra.
- El bec, gros a la base i corbat cap a baix és de color groc fosc. Potes negres
- Els joves són semblants però amb el coll i el cap amb més zona emplomada.

## Distribució
Habita aiguamolls, llacs i llacunes, rius i terres de conreu. Cria al Pakistan, l'Índia, el Nepal, Sri Lanka, centre i nord-est de la Xina, Myanmar, Tailàndia i Java.